# Johnsburg (Illinois)
Pour les articles homonymes, voir Johnsburg.
Johnsburg est un village du comté de McHenry dans l'Illinois, aux États-Unis,. Situé à l'est du comté, il est fondé en 1841 et incorporé le 29 juin 1956.

## Démographie
Lors du recensement de 2010, le village comptait une population de 6 337 habitants. Elle est estimée, en 2016, à 6 264 habitants.

### Source de la traduction
- (en) Cet article est partiellement ou en totalité issu de l’article de Wikipédia en anglais intitulé « Johnsburg, Illinois » (voir la liste des auteurs).